# Vietnamella qingyuanensis
Vietnamella qingyuanensis is een haft uit de familie Vietnamellidae. De wetenschappelijke naam van de soort is voor het eerst geldig gepubliceerd in 1995 door Zhou & Su.
De soort komt voor in het Oriëntaals gebied.